# Susan (Desperate Housewives)

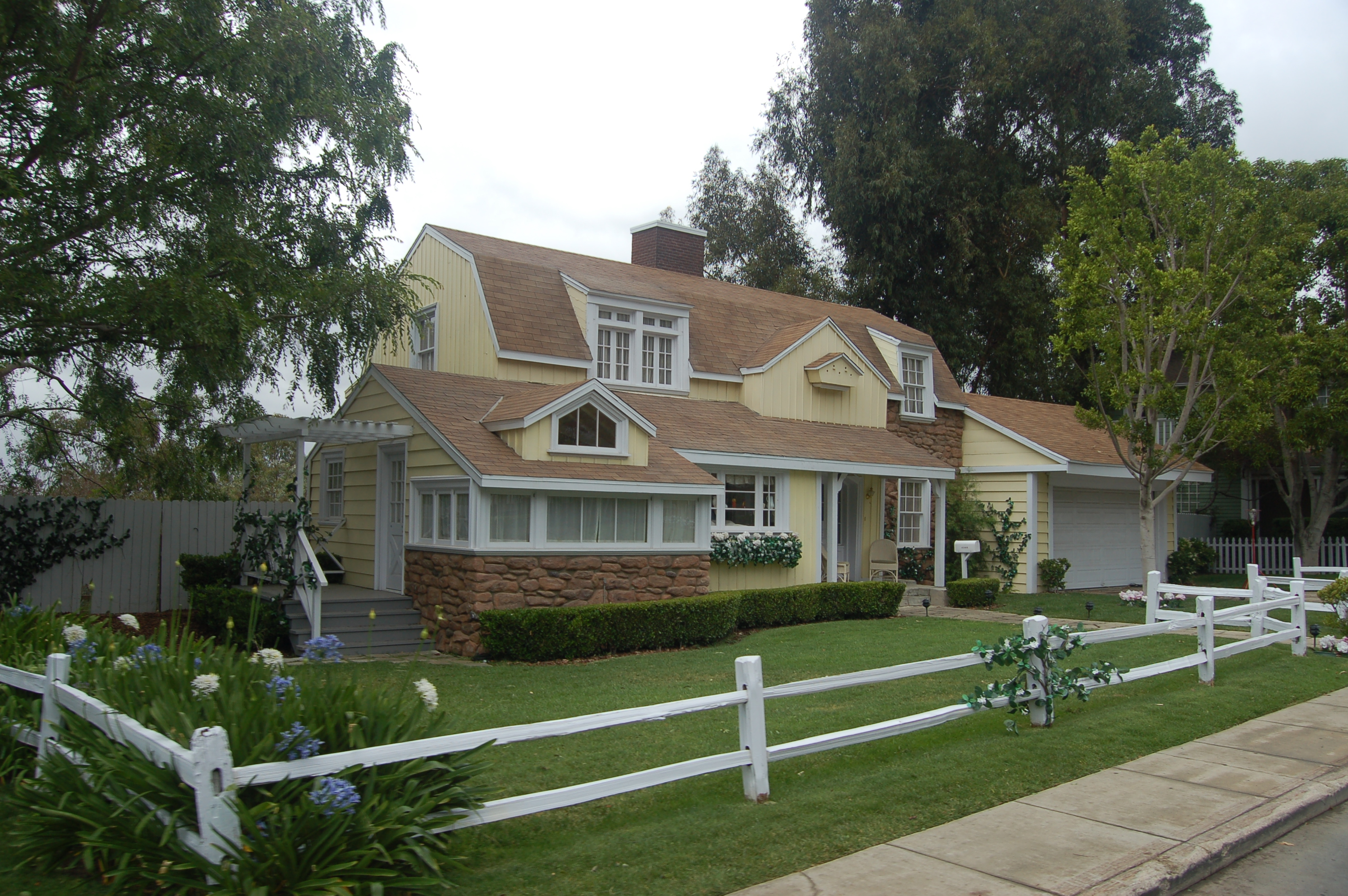
Casa de Susan en Wisteria Lane

Susan Delfino (También Bremmer, anteriormente Mayer) es un personaje ficticio de la serie Desperate Housewives de la ABC interpretado por Teri Hatcher.
Susan es la inmadura, propensa a accidentes, que ilustra y escribe cuentos infantiles y por lo cual cree en el «felices por siempre». 

## Historia
"Había pasado un año desde el divorcio, Susan empezaba a pensar en tener a un hombre en su vida, aunque se burlase de su forma de guisar..."
Mary Alice Young

"No me gusta su baño, tiene tantas velas perfumadas que apesta a durazno..."
Gabrielle 

## Anteriormente
La madre de Susan le mintió diciéndole que su padre era un héroe de guerra (en realidad es un civil casado y mujeriego). Tuvo un matrimonio con Karl que le criticaba todo y juntos son padres de su hija Julie Mayer.

## Primera temporada
Susan, tras su divorcio con Karl, se dedica a tener citas con Mike (un nuevo vecino del cual Susan está perdidamente enamorada). Pero para que Susan se quede con Mike "pelea" con Edie Britt por el amor del misterioso fontanero; debido a esta pelea con Edie, Susan le incendia la casa y es chantajeada por Martha Huber. Después Edie se venga yendo a vivir con Karl. Susan se queda con Mike Delfino, pero a medida que lo conoce, se va dando cuenta de que Mike tiene un pasado oscuro. Susan se pasa la temporada tratando de revelar su secreto. También se la pasa tratando de alejar a Julie de Zach, pues éste está obsesionado con su hija. 
Al final de la primera temporada, Susan descubre que Mike una vez mató a un policía en defensa propia, que tenía una prometida que desapareció, y que ahora la encontraron muerta, lo cual ha obsesionado a Mike y ha estado investigando quién la asesinó. Susan acepta el pasado de Mike, y se mudan juntos, pero las cosas no terminan de color rosa, ya que Zach Young (el supuesto hijo de Mary Alice) descubre que sus padres biológicos son Mike y Deidre, la prometida asesinada de Mike y decide intentar asesinar a Mike pensando que él llevó a su padre adoptivo al desierto para matarlo (cosa que al final Mike decidió no hacer al descubrir que Zach es realmente su hijo).

## Segunda temporada
En la segunda temporada, se trata más sobre la relación de Susan y Mike, y cómo cada vez se hace más difícil. Cuando Zach Young, quien tenía una obsesión con la hija de Susan, Julie, desde la primera temporada regresa para seguir intentando acercarse a Julie, Susan le dice a Zach que su padre adoptivo se encuentra en otro estado, y le da un boleto para que vaya a buscarlo allá, sólo para alejarlo de Julie. Al enterarse Mike termina su relación con Susan, quien queda devastada. 
Susan empieza a salir con otros hombres, y tras varias citas fallidas conoce a un médico cirujano muy atractivo. Con ese doctor, Susan se siente confundida y no sabe si lo ama, pero el doctor descubre que tiene un problema en el bazo. Puesto que Susan no tenía dinero para pagar la operación, tiene que casarse con alguien que tenga buen seguro médico, y ese alguien es Karl. Aunque Karl y Susan se odiaban ahora que ya no está con Mike empiezan a tener una relación más amena, incluso terminan acostándose pero Susan le deja claro que no volverán juntos, pero Karl parece no aceptarlo. El doctor abandona a Susan cuando ella dice: "Yo amo a Mike" durante su operación, entonces Karl hace su movida y decide dejar a Edie por Susan. En el momento que Karl decide separarse de Edie le echa la culpa a Susan por lo cual Edie incendia su casa y para obtener el dinero de la aseguradora de casas, Susan pelea con Edie para que confiese pero a Edie le pica un enjambre de avispas y en el hospital (por el incidente con avispas) Edie le jura hacerle la vida imposible a Susan. Después de un tiempo, Susan y Mike empiezan a hablar de nuevo y Susan le promete ser más madura e independiente; decide intentarlo con Mike de nuevo, pero Karl le regala una casa nueva a Susan y Mike se descontenta con Susan, la cual había prometido madurar y no depender de nadie. Más tarde, Susan y Mike se reconcilian, y Susan lo invita a una cita, en la cual Mike planeaba pedirle matrimonio, pero a lo que Mike cruzaba la calle, es atropellado por Orson Hodge, un hombre con un pasado oscuro.

## Tercera temporada
En la tercera temporada, nos muestran que Mike lleva 6 meses en coma y Susan no se ha movido de su lado, manteniendo la esperanza aunque todos los demás dicen que Mike no despertará. Susan empieza a sentirse muy sola, y conoce en el hospital a Ian Hainsworth, un apuesto millonario cuya esposa también está en coma, y empiezan a salir. Finalmente, Susan inicia una relación con Ian y hasta se acuesta con él mientras están de viaje en el campo. Lo que Susan no sabe es que mientras ella está con su príncipe azul en el campo, en la ciudad, Mike despertó de su coma, y como si no fuera suficiente, despierta con Edie Britt al lado, la enemiga número uno de Susan. Mike regresa a la vida sin recordar nada desde que se mudó a Wisteria Lane, lo que significa que tampoco recuerda su relación con Susan, entonces Edie aprovecha el momento y le dice a Mike que él y Susan tuvieron una relación en la que ella siempre lo lastimó, lo que causa que Mike no quiera ni verle la cara a Susan. Cuando Susan se entera del despertar de Mike, termina con Ian y corre arrepentida hacia Mike, pero se da cuenta de que él no quiere nada con ella, y al enterarse de que Edie es responsable de eso, Susan se rinde y empieza una relación oficial con Ian, quien le termina pidiendo matrimonio. Susan acepta. Tras conocer a sus padres, y varios incidentes (quemar por accidente la ropa de la madre de Ian, golpearla por accidente al abrir la puerta, distraer a Ian mientras conduce su coche lo cual causa un accidente y terminan cayendo a un río) y varias cosas más típicas de Susan, Mike decide decirle a Susan que todavía la ama. Susan, confundida, debe decidir entre Mike e Ian, y termina escogiendo a Mike. Después, cuando pasó un año exacto desde que Mike fue atropellado y quedó en coma, él le pide matrimonio a Susan, y ella acepta. Tras varias molestias, Susan decide hacer una boda simple en un bosque, con luces, un cura, y como única invitada, su hija.

## Cuarta temporada
Susan va al ginecólogo; la atiende Adam su vecino y se pone muy nerviosa; cuando le dice que puede tener menopausia esta se ofende, pero decide hacerse unas pruebas para al final descubrir que está embarazada. Susan y Bree hablan de los motivos por los que Katherine se fue de Wisteria Lane. Susan, Mike y Julie tienen un pequeño enfrentamiento debido a que Julie quiere ir a una fiesta, pero Mike sabe lo mal que se ponen esas fiestas, al final Susan la deja ir pero va por ella y Dylan a la fiesta. 
Susan planea una barbacoa y le pide a Bree que le recomiende a su ginecólogo, ella elige uno del directorio y se lo da, esta acude a verle y se encuentra con un lugar marginado en un barrio terrible y hasta prostitutas hay en la sala de espera. Bree se entera esa noche que su hija está mal y decide ir a verla y Susan le reclama por recomendarle el ginecólogo, pero Bree la ignora; más tarde se entera de que ya está bien, y la regaña por ir a fiestas en su estado de embarazo.
Ella le da la bienvenida a los nuevos vecinos pero al enterarse de que son gais hace una escena un poco incómoda. Más tarde ese mismo día, compra unas galletas para llevárselas y poder darles una mejor impresión pero Lee, uno de los vecinos, le dice que es alérgico, al final Susan toma al perro de los vecinos y lo esconde en su casa para después entregárselos y quedar como una heroína, pero sus planes se ven arruinados cuando el perro sale del garaje de ella y corre con sus dueños.
Se entera de que Mike se volvió adicto a los medicamentos y le da un ultimátum, de que va a abandonarlo y llevarse a su hijo, Mike le dice que irá a rehabilitación y Susan lo perdona.
Después del tornado, Bree le pide vivir con ella para poder reconstruir su casa, ella es infeliz porque su esposo está en rehabilitación y se apoya en Bree para poder salir adelante, Mike regresa de la rehabilitación.
En el episodio del día de las madres recibe la visita de su suegra Adele Delfino, Adele le dice a Susan que la va a convertir en una buena esposa y ama de casa, pero ella se cansa de la actitud de su suegra y le dice a Mike que hable con ella. Después Susan da a luz a un bebé varón el cual Mike decide ponerle Maynard, el nombre de su abuelo que acaba de morir. Susan se lo quiere cambiar a Connor pero Mike le dice todo lo bueno que hizo su abuelo y ella decide dejarle ese nombre: Maynard Delfino.
En el final de temporada ella se despide de Julie ya que esta va entrar a la universidad. Igualmente en el adelanto de cinco años en el futuro Susan regresa a su casa después de jugar al póker con sus amigas, donde la recibe un hombre que es interpretado por Gale Harold y comienzan a besarse.

## Quinta temporada
Susan y Mike Delfino ahora están separados ya que el día de su aniversario tuvieron un accidente de coche donde una mujer y su hija murieron, Mike dice que no siente remordimiento sobre este hecho y fue por esa razón que Susan terminó su relación con él. Mike va por M.J. (su hijo) cada fin de semana para estar juntos. Ahora Susan está saliendo con Jackson, un joven pintor que conoció hace cuatro meses, pero ella no está lista para tener una relación seria con él, por eso lo esconde de sus amigas.Pero al final vuelve con Mike

## Sexta temporada
Susan y Mike se casan de nuevo pero su matrimonio es interrumpido primero por Katherine en la boda y luego al descubrir que alguien estranguló a Julie. Susan culpa de esto al hijo de sus nuevos vecinos, Danny Bolen, quien finalmente es liberado por falta de pruebas. 
Susan se pelea con Katherine por tratar de seducir a su esposo. Esto termina con ambas mujeres realizando servicios comunitarios. La mala relación entre ambas tiene su punto culminante cuando Katherine decide apuñalarse a ella misma culpando a Mike por lo sucedido. Dylan Mayfair regresa a Wisteria Lane e interna a su madre por trastorno psicológico. 
Al final de la temporada vemos que la pareja tiene graves problemas económicos. Susan y Mike se ven obligados a alquilar su casa e irse de Wisteria Lane..

## Séptima temporada
Susan y Mike se ven obligados a mudarse de Wisteria Lane por razones económicas. Los problemas son tales que Susan decide hacer presentaciones en internet con poca ropa. El regreso de Paul Young preocupa a todos incluyendo a Susan. Esto se agrava luego de que éste descubriera su nuevo trabajo. Susan es despedida de la primaria donde asiste su hijo MJ. Mike debe viajar a Alaska para conseguir dinero. Durante el suceso del motín (capítulo 10 Down the block there's a riot) Susan queda herida y debe hacer rehabilitación. Algunos otros episodios la llevan a finalmente repuntar económicamente y a una reconciliación con Paul Young y al enfrentamiento final con Felicia Tillman. Al final Susan regresa a Wisteria Lane por lo que las mujeres organizan una cena en su honor.

## Octava temporada
Durante su fiesta de bienvenida el padrastro de Gaby es asesinado, y ella, no puede guardar el secreto, va donde Carlos porque sólo él la puede comprender, cuenta el secreto a Mike y el secreto la abruma tanto que evita a sus amigas por obligarla a esconder el secreto.
En la octava temporada disparan a Mike y muere, dejando viuda a Susan con un hijo pequeño y una hija de 22 años embarazada.

## Trivia
- Hubo varias actrices a las que se consideró para el papel de Susan entre ellas: Courteney Cox, Heather Locklear, Calista Flockhart y Mary-Louise Parker.
- Pamela Anderson también fue considerada para interpretar al personaje, pero rechazó la oferta cuando los productores le pidieron que se tinturara el cabello de castaño.
- En la versión argentina, el personaje se llama Susana Martini, Susana Martínez en la colombo-ecuatoriana, al igual que en la versión de Miami y Suzana Mayer en la brasileña.
- El personaje de Mike (novio de Susan) se suponía iba a ser un italiano, viudo y con un hijo pero por alguna razón lo cambiaron y lo introdujeron en el misterio de Mary Alice.
- Ian Hainsworth, prometido de Susan en la tercera temporada, aparece en el Piloto de Desperate Housewives en el fondo.
- Teri Hatcher interpretó durante casi 5 años a la reportera más famosa del mundo, Lois Lane, en la serie de éxito Lois & Clark: The New Adventures of Superman.
- En España el personaje de Susan está doblado por María Antonieta Rodríguez y en América Latina está doblado por Gabriela Gómez.
- Teri Hatcher actuó en Macgyver, interpretaba a Penny, una querida amiga de Macgyver. También durante ese período salió con el actor que lo interpretaba, Richard Dean Anderson.
- Susan es el único personaje que ha estado involucrado directamente en todos los misterios de la serie.
- Susan es la única protagonista que se ha mudado de Wisteria Lane la calle ficticia donde viven todas las protagonistas.

- Datos: Q617179